# Alto dos Moinhos (métro de Lisbonne)
Alto dos Moinhos est une station du métro de Lisbonne sur la ligne bleue.